# Centurion
Pour les articles homonymes, voir Centurion (homonymie).
Le centurion (en latin : centurio ; en grec ancien : ἑκατόνταρχος (hekatóntarkhos) ou ἑκατοντάρχης (hekatontárkhês) « qui commande cent [hommes] ») était un des degrés de la chaîne de commandement de l'armée romaine.
Il s'agit d'un officier qui peut commander une centurie dans la légion romaine. Il y en avait 60 dans chaque légion. Celui de la 1re centurie, qui était le premier après les tribuns, s'appelait le centurion primipile. Le symbole de la dignité des centurions était un cep de vigne.
Certains textes anciens « traduisent » centurio par centenier.

## Dans l'armée de la République

### Historique
Durant les premiers siècles de la République (du Ve siècle av. J.-C. au IIIe siècle av. J.-C.), la légion organisée par Cincinnatus est divisée en 40 centuries, chacune composée de cent hommes (« centurie » vient du terme « cens » pour le recensement et non pour définir une centaine). Il y a donc environ 40 centurions par légion.
Au IIIe siècle av. J.-C., la composition des légions est modifiée : elles sont composées de 30 manipules comptant de 120 à 160 hommes, pour un total d'environ 4 200 hommes par légion en temps normal, et 5500 en situation de grand danger. Chaque manipule est divisé en deux centuries d'égale importance (seulement 60 à 80 hommes). À l'intérieur de chaque manipule, les soldats, citoyens tirés au sort pour participer à la campagne annuelle, élisent un centurion qui commande le manipule : c'est le centurion élu dit prior, qui a le plus d'autorité. Il nomme un second centurion pour l'assister, qui commande la seconde centurie du manipule et le remplace : c'est le centurion nommé. Il y a donc une soixantaine de centurions par légion, un peu plus si on compte ceux de l'État-major.
Avec la réforme de Marius, les légions comptent dix cohortes de trois manipules soit six centuries.

### Fonction
Chaque centurion commandait l'unité de base de la légion romaine, la centurie, un groupe d'hommes qui comprenait entre 80 et 100 hommes et jusqu'à 160 dans quelques cas (même si dans quelques sources on rencontre des centuries composée de 300 soldats). Les centuries étaient traditionnellement associées par paires pour former des manipules, dans lesquels les deux centurions étaient appelés prior et posterior. On ignore si cette configuration correspondait aussi au placement des premières et deuxièmes lignes dans la bataille lors de la disposition devant l'ennemi.
Le primipile est le centurion au grade le plus élevé dans une légion romaine, il appartient à la première centurie du premier manipule de la première cohorte de la légion. Ce nom signifie premier pilum (javelot) (en latin: Primum Pilum) : c'est lui qui lançait le premier son javelot lors des batailles et donnait ainsi le signal du lancement pour les autres soldats. C'est généralement le plus expérimenté et valeureux des centurions qui occupe ce poste important et honorifique en même temps. Ce titre se maintient sous l'Empire.

## Dans les légions de l'Empire

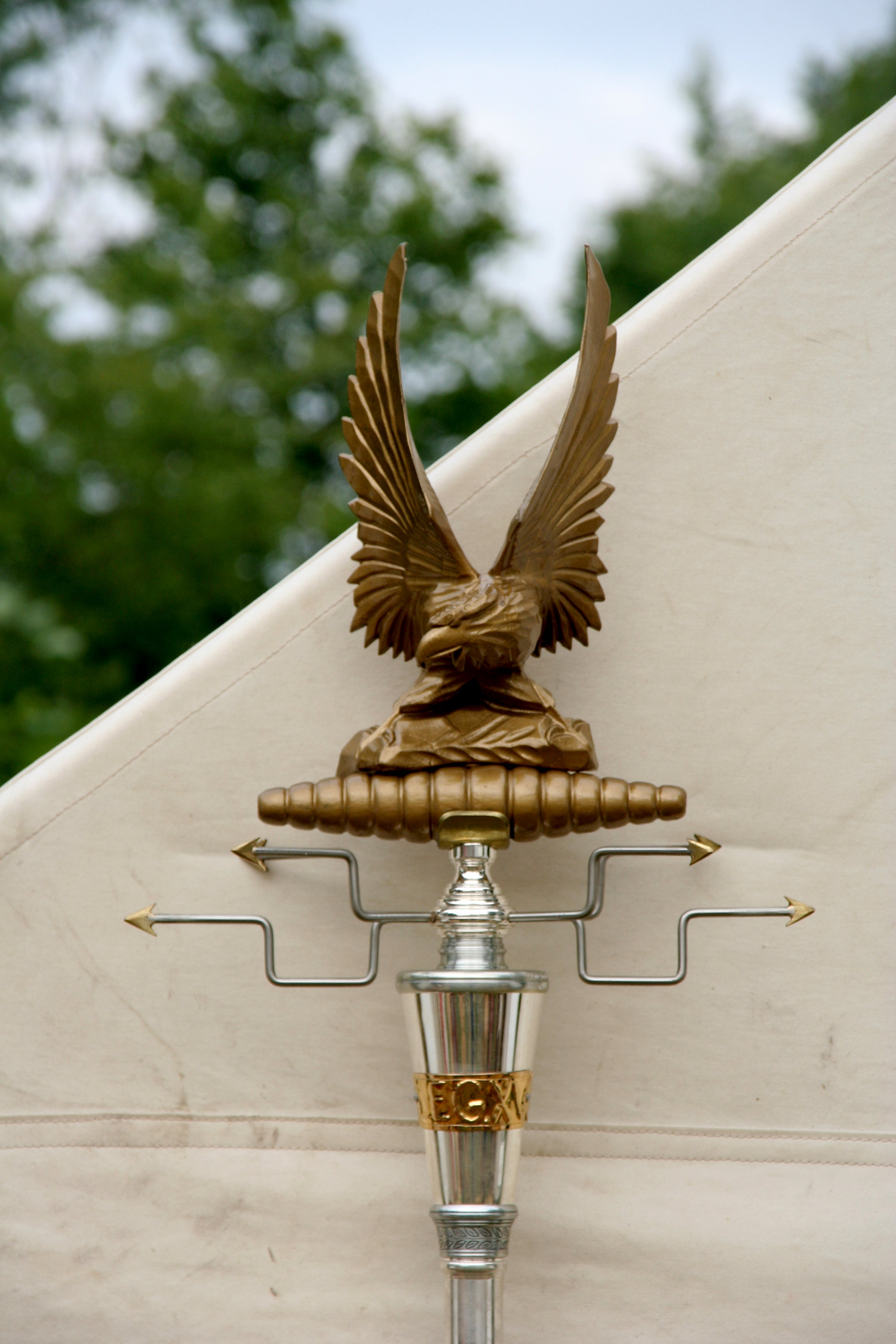
Aigle romaine

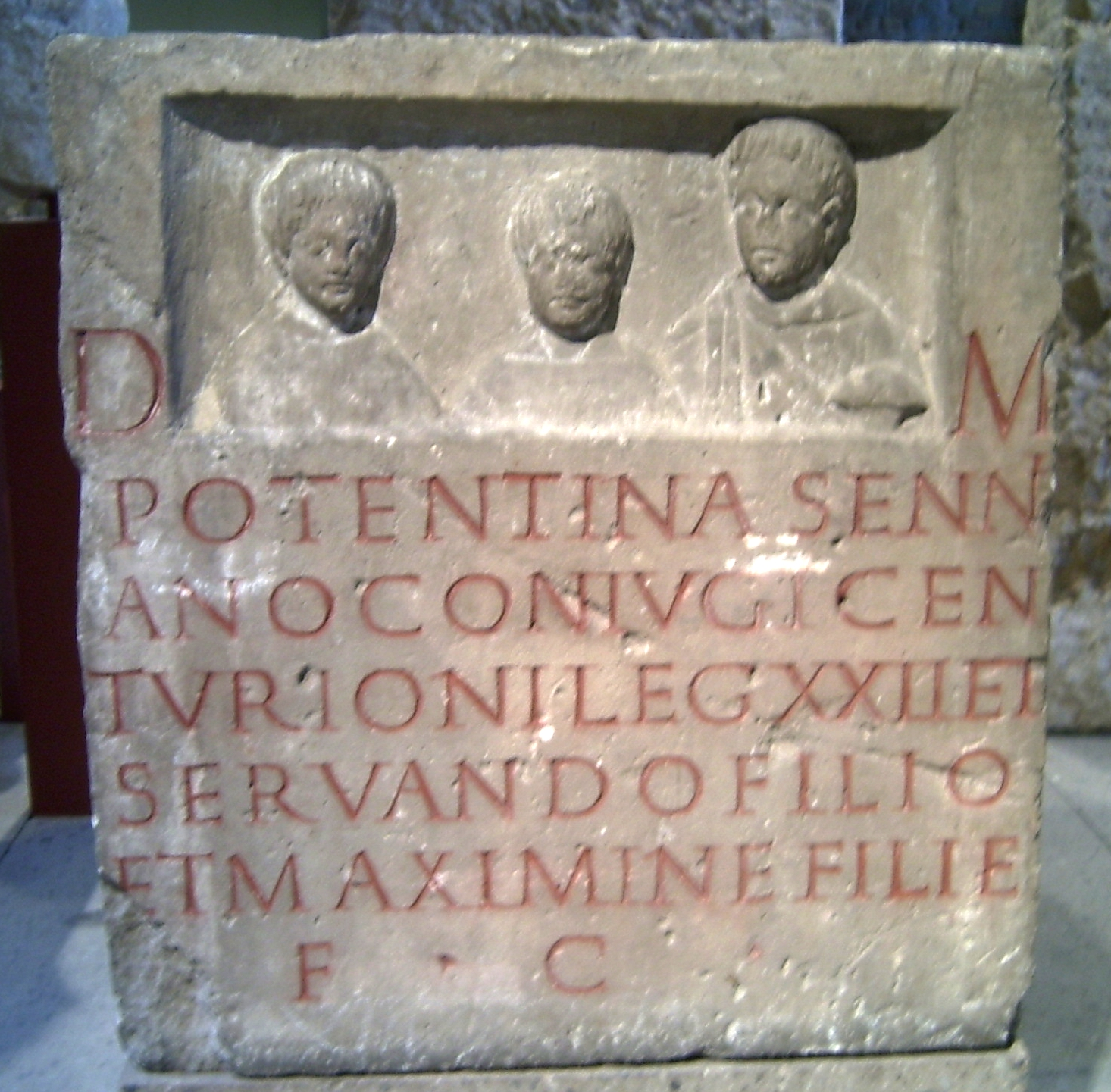
épitaphe de la famille d'un centurion de la légion XXII Primigenia (Germanie)

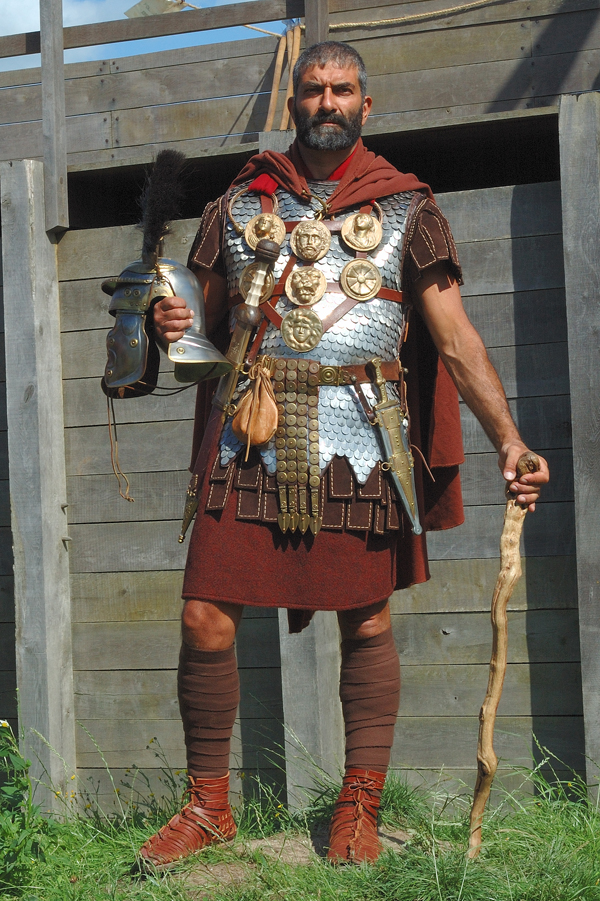
Reconstitution d'un centurion du début du II vêtu d'une lorica squamata (Legio XXX Ulpia Victrix)

Sous l'Empire, le centurion commandait une centurie.

## Centurions renommés
- Longinus : qui blesse le Christ au flanc avec la Sainte Lance durant la Passion
- Lucius Vorenus et Titus Pullo : cités dans La Guerre des Gaules par Jules César, ils sont amis et rivaux. César a cité leur attitude exemplaire lors d'une campagne en Belgique. Ils sont aussi éponymes de deux personnages fictifs de la série Rome.
- Sébastien, martyr romain et saint chrétien, nommé centurion par les empereurs Dioclétien et Maximien Hercule.

## Insigne
Le cep de vigne était l'insigne du centurion romain. Il s’en servait pour indiquer ses ordres et si nécessaire frapper ses légionnaires.

## Utilisation dans l'Italie fasciste
En Italie, le fascisme, parmi les nombreuses références symboliques versées à la Rome antique, utilise des termes en usage dans l'armée romaine pour la subdivision de ses unités militaires et paramilitaires. Parmi celles-ci, la centurie, qui était une unité militaire de la Milizia Volontaria per la Sicurezza Nazionale (milice volontaire pour la sécurité nationale) correspondant à la compagnie de l'armée royale; le commandement de la centurie était assuré par le centurion, qui correspondait au capitaine de l'armée royale.
En 1944, après la proclamation de la République sociale italienne, le Parti fasciste républicain (P.F.R.) se transforme en un corps militaire en créant le "Corpo Ausiliario delle Squadre d'Azione delle Camicie Nere" (décret législatif n° 446/1944-XXII de la R.S.I.), organisé sur une base provinciale en Brigades noires, dont les membres sont formellement identifiés par le terme "chemises noires".
Dans la phase initiale, dans les Brigades Noires, il n'y avait pas de grades au sens strict, mais de simples cordons portés autour de l'épaule droite comme indicateurs temporaires de la fonction de commandement, liés au rôle joué dans l'opération en cours, selon le schéma suivant:
 Commandant de brigade
 Commandant de bataillon ou vice-commandant de brigade
 Commandant de la compagnie
 Commandant de peloton
 Commandant d'escouade
Les fonctions du centurion étaient donc exercées par le commandant de la compagnie. À partir de janvier 1945, le système des grades fonctionnels est abandonné et des grades permanents, semblables à ceux de la Guardia Nazionale Repubblicana (Garde nationale républicaine), sont institués. La dénomination du grade devient celle de capitaine, égale à celle de l'Armée nationale républicaine (Esercito Nazionale Repubblicano).